# Presses de l'Université de Virginie
Les Presses de l'Université de Virginie (en anglais University of Virginia Press, ou UVaP) est une maison d'édition universitaire qui fait partie de l’Université de Virginie. Elle a été créée en 1963 sous le nom de University Press of Virginia, à l’initiative du président de l’université de l’époque, Edgar F. Shannon Jr. Victor Reynolds, l’ancien directeur de la Cornell University Press, en a été le premier directeur. 
Les deux premières publications de la presse étaient des réimpressions d’œuvres de Carl Bridenbaugh. Le premier livre original, publié en mai 1964, est A Voyage to Virginia in 1609, suivi de Two Narratives, une édition de True Reportory de William Strachey et A Discovery of The Barmudas de Silvester Jourdain, édité par le directeur de la Folger Shakespeare Library, Louis Booker Wright. 
Walker Cowen a été le deuxième directeur de la presse, et a été remplacé par Nancy Essig en 1988. 
Penelope Kaiserlian a occupé le poste d’administratrice de 2001 jusqu’à sa retraite en 2012. Le nom de la presse a été changé en University of Virginia Press en 2002.
Mark Saunders a succédé à Kaiserlian en tant que directeur après son départ en retraite.
Suzanne Morse Moomaw, professeure agrégée d’urbanisme et d’urbanisme à l’école d’architecture de l’UVA et directrice du Centre de recherche sur le design communautaire, qui siège au conseil d'administration de la presse depuis 2015, les deux dernières années en tant que présidente, a été nommée directrice en janvier 2020 à la suite du décès de Mark Saunders.
La distribution nationale de la presse est actuellement assurée par les services Longleaf de l’Université de Caroline du Nord.